# Kariganahalli, Krishnarajpet
Kariganahalli là một làng thuộc tehsil Krishnarajpet, huyện Mandya, bang Karnataka, Ấn Độ.